# Bellenod-sur-Seine
Bellenod-sur-Seine település Franciaországban, Côte-d’Or megyében. Lakosainak száma 68 fő (2022. január 1.). Bellenod-sur-Seine Busseaut, Quemigny-sur-Seine, Saint-Marc-sur-Seine, Magny-Lambert, Mauvilly, Meulson és Origny községekkel határos.

## Népesség
A település népességének változása:
| Lakosok száma | 128  | 115  | 90   | 77   | 77   | 77   | 76   | 67   | 67   | 68   |
|               | 1968 | 1982 | 1990 | 2006 | 2013 | 2015 | 2017 | 2019 | 2020 | 2022 |